# Marinefunksendestelle Rhauderfehn
Die Marinefunksendestelle Rhauderfehn mit dem Rufzeichen DHO38 ist ein Längstwellensender der Deutschen Marine. Sie untersteht dem Marineunterstützungskommando. Die Anlage sendet seit 1984, wurde zwischen 2017 und 2019 mit Halbleitertechnik modernisiert und soll nach Planungen der Marine bis ca. 2039 in Betrieb bleiben. Die NATO-Bezeichnung der Anlage lautet NATO VLF / MSK Marinefunksendestelle Rhauderfehn. Bei der Bevölkerung im Umkreis ist sie als „Die Türme“ bekannt. Sie liegt innerhalb des Naturschutzgebiets „Esterweger Dose“.
Der Sender befindet sich in der Nähe von Saterland-Ramsloh im Landkreis Cloppenburg (Niedersachsen). Durch das Gelände der Marinefunksendestelle verlaufen die Grenzen der beiden Landkreise Cloppenburg und Leer. Fünf Antennen stehen in Ostfriesland, drei auf Cloppenburger Gebiet.

## Zweck
Die Anlage dient zur einseitigen militärisch-strategischen Kommunikation mit U-Booten der Deutschen Marine und Booten anderer NATO-Länder. Der Längstwellensender kann durch die speziellen Ausbreitungsbedingungen dieses extrem niedrigen Frequenzbereiches von getauchten U-Booten weltweit in bis 30 Meter Wassertiefe empfangen werden. Gesendet werden codierte Meldungen in MSK-Modulation.

## Geschichte und Anlage
| Datum            | Bauabschnitt                      |
| ---------------- | --------------------------------- |
| Januar 1966      | Beginn der Planung                |
| September 1977   | Beginn der Bauarbeiten            |
| 1. Mai 1982      | Beginn des Probebetriebes         |
| 9. Dezember 1982 | Indienststellung                  |
| 1. Januar 1984   | Aufnahme des operativen Betriebes |
| 2019             | Abschluss der Modernisierung      |

Die Sendeanlage wurde ab September 1977 auf dem ehemaligen Schießplatz Westermoor errichtet. Telefunken wurde mit der technischen Ausstattung beauftragt. Die besondere Leitfähigkeit des Westermoors spielte bei der Standortwahl eine wichtige Rolle. Der dauerhaft feuchte Boden ermöglicht die für die Abstrahlung von Längstwellen erforderliche gute Erdung, zudem können sich die Längstwellen aufgrund der flachen Geländestruktur optimal ausbreiten. Zur Herstellung einer Sendeverbindung zu getauchten Unterseebooten sind zum einen eine niedrige Sendefrequenz und zum anderen eine hohe abgestrahlte Sendeleistung erforderlich. Im Jahr 2007 arbeiteten auf der Anlage mehr als 50 Soldaten und Techniker sowie knapp 40 zivile Angestellte.
Das Gelände der Marinefunkstelle umfasst ein Gebiet von etwa 540 Hektar. Das gesamte Gelände ist von einem 12 km langen Sicherheitszaun umgeben und mit einem Wege- und Straßennetz von ca. 26 km Länge erschlossen.
Aus technischen und wirtschaftlichen Überlegungen wurde die Antennenanlage als strahlungsgekoppeltes System errichtet. Um eine hohe Verfügbarkeit zu gewährleisten, ist die Sendeanlage redundant: es existieren je zwei Antennengruppen mit je vier Antennen, zwei Schutzbauten und zwei Betriebszentralen.
Die gesamte Haustechnik mit der Luft- und Kühlanlage sowie die Wasser- und Stromversorgung sind so ausgelegt, dass die Marinefunksendeanlage bei Störungen der öffentlichen Versorgung autark ist. Vier Dieselgeneratoren, einer davon als Reservesystem, im Untergeschoss eines jeden Schutzbaues, mit einer Leistung von je 550 kVA, übernehmen bei einem Netzausfall automatisch die komplette Energieversorgung. Im Regelfall wird die Energieversorgung durch eine 20-kV-Zuleitung aus dem öffentlichen Netz der EWE NETZ GmbH gewährleistet. Die Trink- und Brauchwasserversorgung wird vom öffentlichen Wasserversorgungsnetz gespeist. Bei einem möglichen Ausfall steht ein Trinkwasserbehälter bereit. Für Kühlkreisläufe, Löschanlagen und die sanitären Einrichtungen stehen je zwei Brunnen mit entsprechenden Pumpanlagen bereit.
Telefunken RACOMS (Elbit Systems) wurde 2016 mit der Modernisierung der Anlage beauftragt und schloss 2020 das Projekt ab. Die alten auf Röhrentechnologie basierenden MSK-Sender wurden durch mit Halbleitertechnik ausgerüstete VLF-Sender ersetzt. Mit dieser „Regeneration“ konnte eine Verbesserung der Signalqualität erreicht werden. Die beiden identischen Sendeanlagen werden mit bis zu 100 kW Sendeleistung pro Mast angefahren. Nach der Modernisierung soll der Betrieb bis 2039 fortgeführt werden können.

### Sender
Die Sendeanlage mit ihren acht 100-kW-Sendern ist für Längst- (VLF) bzw. Langwellen (LF) für Frequenzen von 14 kHz bis 50 kHz ausgelegt und sendet auf meist 23,4 kHz mit einer Sendeleistung von bis zu 800 kW. Die Sender sind Breitbandverstärker und enthalten keine Abstimm-Mittel.

### Antennen

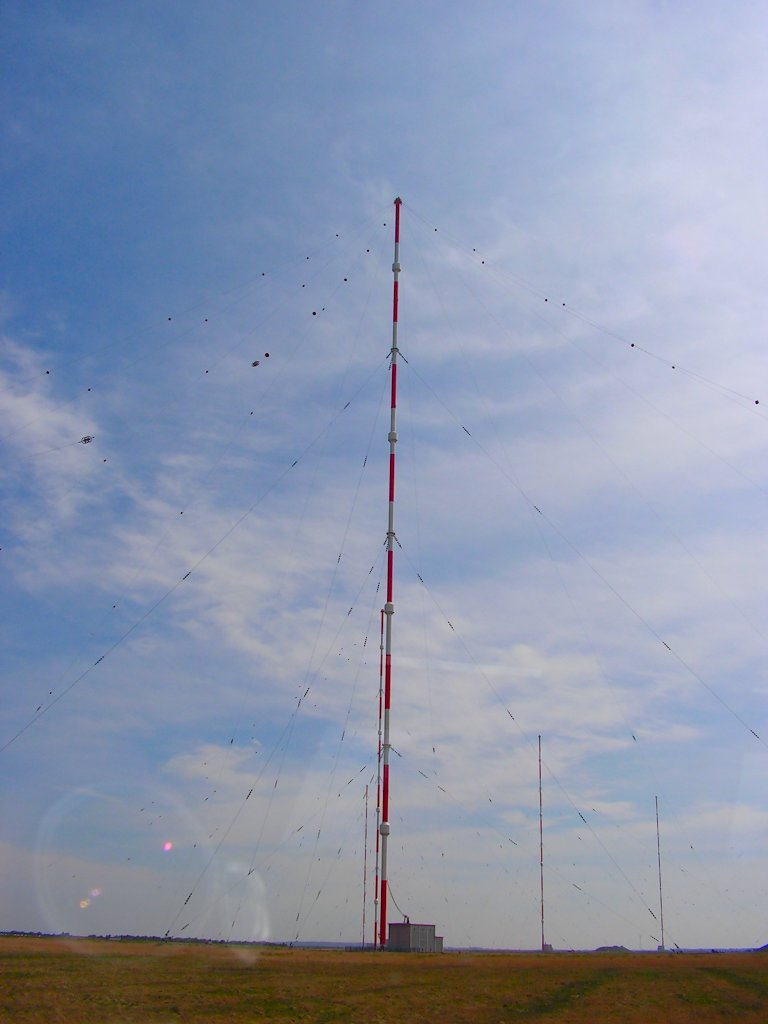
Einzelner Mast

Der Sender benutzt acht identische Schirmantennen, die jeweils von 352,8 Meter hohen Stahlrohrmasten getragen werden. Jeder Mast hat einen Durchmesser von 2,20 Meter. Die Zylinderkonstruktionen haben dabei, je nach lokaler Beanspruchung, Wandstärken von 8 mm bis 13 mm. Die einzelnen Masten stehen auf jeweils einem etwa 3 Meter hohen zylindrischen Keramikisolator, einem sogenannten Fußpunktisolator, der aus 16 keramischen Vollkernstützen in zwei Ebenen besteht. Der Fußisolator ist für eine Belastung von 4000 Tonnen ausgelegt und kann eine Spannung von 250 kV sicher isolieren. Die Sendemasten werden von je neun Abspannseilen (Pardunen) auf drei Ebenen fixiert. Diese Seile sind auf drei Ebenen und um 120 Grad versetzt um die Masten angeordnet. Die 12 Dachseile sind Teil der Schirmantenne und haben nur geringen Einfluss auf die Mechanik der Antennenabspannung.
Je vier Masten bilden eine gemeinsame Antenne, die oberirdisch nicht miteinander verbunden sind. Die Speisung erfolgt über Koaxialkabel, die vom Sendebunker zu den Abstimmhäusern unterhalb der Masten gehen. Dort wird die Leistung der Sender auf die Impedanz der Antennen angepasst und nahe dem Fußpunkt in den Mast eingespeist.
Die Antennenstruktur besitzt wie bei Sendern, bei denen die Antenne sehr viel kleiner als die genutzte Wellenlänge ist, kein ausgeprägtes Richtdiagramm. Die Wellenlänge bei DHO38 ist bei der aktuell genutzten Sendefrequenz 12,82 km.
Im Inneren der Masten sind für Inspektions- und Wartungsarbeiten ein Aufzug und eine Leiter vorhanden. Der Aufzug wird über ein Schneckengetriebe auf und ab bewegt, das in eine im Inneren des Mastes befindliche Zahnstange greift. Eine Fahrt vom Fußpunkt bis zur Dachluke des Sendemastes dauert 18 Minuten. Es ist Vorschrift, dass Personen, die den Aufzug benutzen, Sicherungsgeschirr am Körper tragen. Der Aufzug ist für maximal drei Personen vorgesehen. Alle 60 Meter gibt es Gitterebenen im Mast, auf denen Abseilmaterial und Verbandzeug lagert.
Zwischen den drei Abspannpunkten und den aktiven Dachseilen sind an der Außenseite der Masten vier Schwingungsdämpfer (auf den Bildern als Verdickungen zu erkennen), sogenannte Schwingungstilger, angebracht. Diese sind mit einem speziellen Granulat gefüllt und vermindern die Entstehung von Schwingungen, die bereits bei relativ niedrigen Windgeschwindigkeiten auftreten könnten. Sie sind erforderlich für den stabilen Stand der Konstruktion auch bei Sturm. Die Gesamtmasse eines Mastes einschließlich der Einbauten und Seile beträgt je 475 Tonnen.

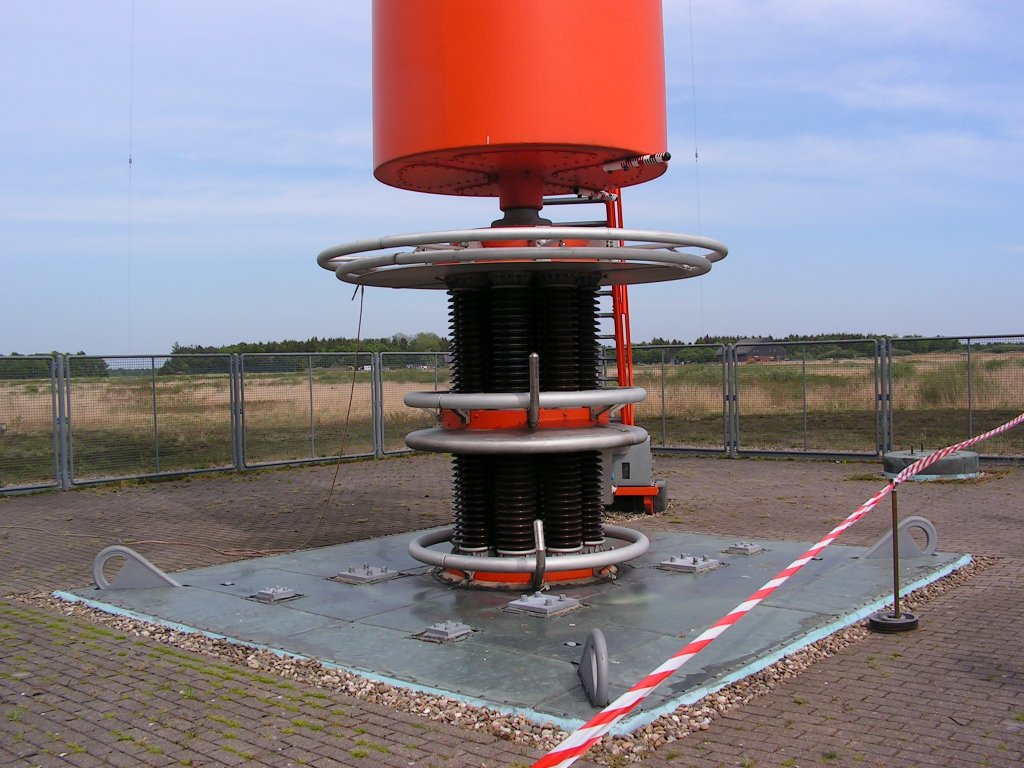
Fußpunktisolator
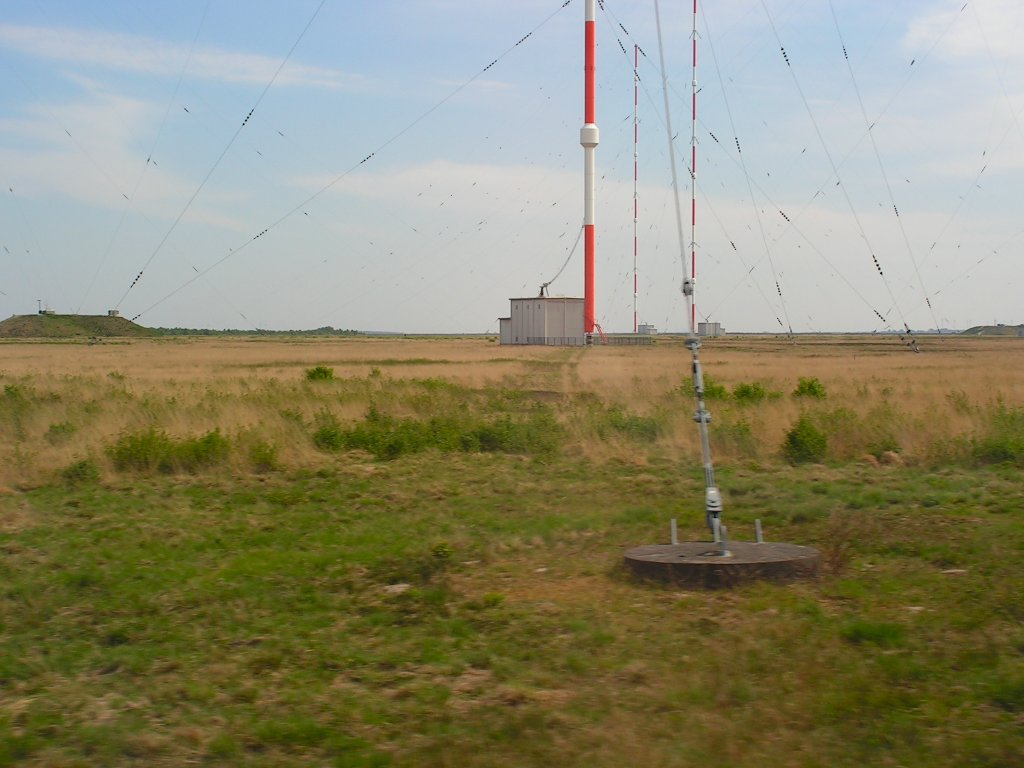
Seilverankerung
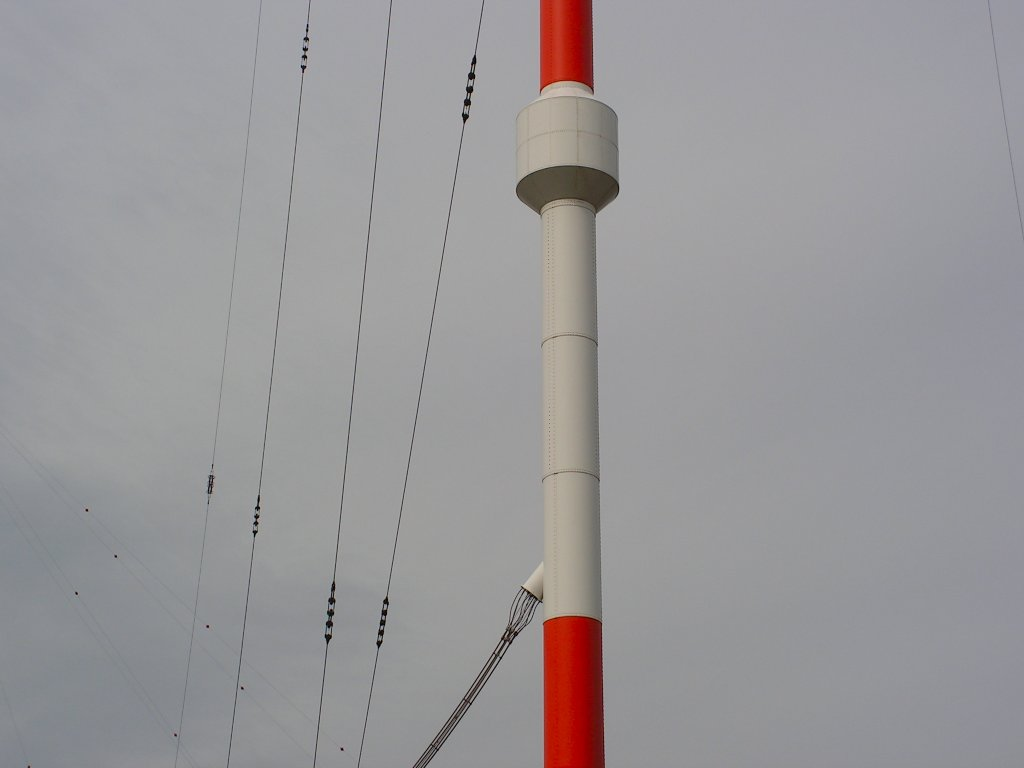
Zuleitung und Schwingungsdämpfer
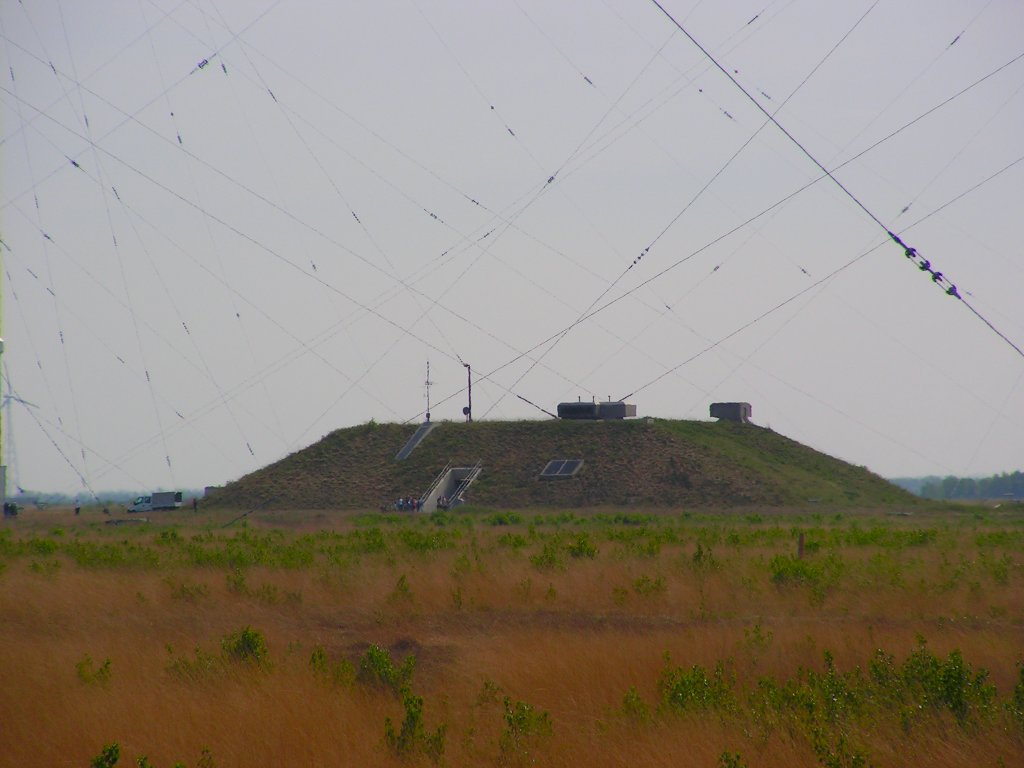
Kontrollbunker

### Abstimmanlagen

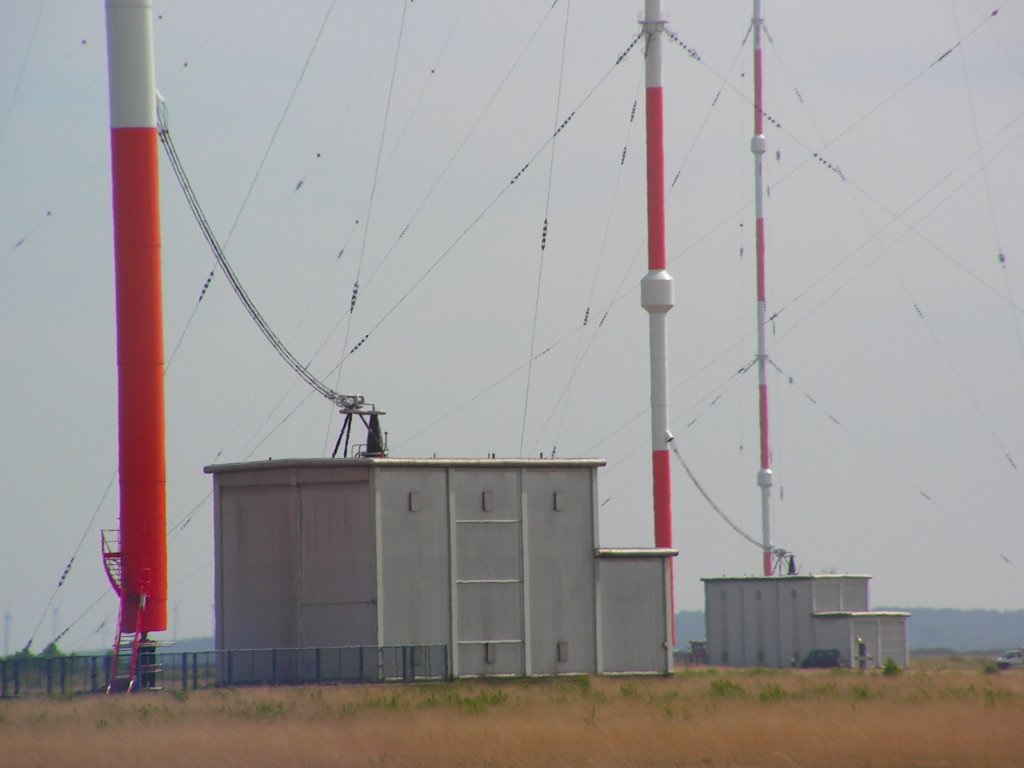
Abstimmmittel-Häuser

Zur Abstimmung der Antennen befindet sich neben jedem Mast ein Antennenabstimmmittel-Haus von der Größe eines kleinen Wohnblocks. Diese enthalten meterhohe Kondensatoren und Induktivitäten sowie anderes Gerät. Damit können die, bezogen auf die Wellenlänge, mechanisch zu kurzen Antennen elektrisch „verlängert“ werden. Die Abstimmmittel dienen der Anpassung des Eingangswiderstandes der Antenne an die Impedanz des Sendeverstärkers.

### Erdnetz
Das Erdnetz soll für eine möglichst gute Einleitung des Antennenstromes in den Erdboden sorgen. Um jede der acht Mastantennen sind etwa 30 cm unterhalb der Erdoberfläche 200 Erddrähte strahlenförmig ausgelegt. Diese je 400 m bis 450 m langen Kupferdrähte haben einen Durchmesser von 3,5 mm und enden in einer 3 m langen Erdungsstange aus rostfreiem Stahl. Als Korrosionsschutz dient ein 1,5 mm dicker Bleimantel, der die Beständigkeit des Erdnetzes gegen das aggressive Moorwasser sichert.
Die gesamte Bodenfläche rund um den Einflussbereich der Schirmantennen ist vom Erdnetz abgedeckt. Zwischen zwei benachbarten Masten sind die zusammenstoßenden Enden der Erddrähte miteinander verschweißt und nutzen eine gemeinsame Erdung.

### Superlative
Die Masten der Marinefunkstelle gehören zu den höchsten militärisch genutzten Bauwerken des kontinentalen Westeuropas. Sie stehen mit 352,8 Metern – seit der Sprengung der beiden 363 m hohen Sendemasten in Donebach am 2. März 2018 – auf Platz zwei der höchsten Bauwerke in Deutschland. Die acht rot-weißen Masten sind in einer Entfernung von mehr als 30 Kilometern zu sehen.

## Kosten
| Bauabschnitt           | Kosten        |
| ---------------------- | ------------- |
| Entwicklung            | 7,4 Mio. DM   |
| Beschaffung der Geräte | 47,8 Mio. DM  |
| Infrastruktur          | 126,6 Mio. DM |
| Gesamt                 | 181,8 Mio. DM |

## Signal
Das Signal von DHO38 ist ein MSK-codiertes Signal mit 200 Baud auf allen 4 Kanälen. Der Sender kann mit jedem Empfänger oder Konverter, der die Frequenz 23,4 kHz aufnimmt, empfangen werden. Ein AM-Empfänger liefert ein zirpendes Geräusch.
Da alle Sendungen von DHO38 verschlüsselt sind und sie zurzeit keine Informationen für zivile Nutzer enthalten, beschränkt sich die zivile Nutzung des Signals von DHO38 auf sehr rudimentäre Zwecke, wie Funkpeilung, Untersuchung der Ausbreitungsbedingungen etwa zur Funkwetterprognose und der Detektion größerer Metallansammlungen im Boden, da diese die Ausbreitungsrichtung und Polarisation der Wellen von DHO38 beeinflussen.

## Kritik
Die Marinefunkstelle blieb aus militärischen Gründen lange Zeit ein weißer Fleck auf der Landkarte. Waren die Saterländer 1973 noch froh, dass sie einen an gleicher Stelle geplanten Bombenabwurfplatz verhindert hatten, besteht nun die Besorgnis, die durch das Bauwerk hervorgerufene Strahlenbelastung könne eine Gesundheitsgefahr darstellen. Daneben existiert das Risiko, in einem Krisen- oder Kriegsfall ein Angriffsziel darzustellen.
Während der Planungs- und Bauphase des Senders wurden von verschiedenen Organisationen Bedenken über die Umweltverträglichkeit der Anlage geäußert. Durch die äußerst restriktiven Zugangsbeschränkungen haben sich jedoch über die Jahre in diesem Teil des Westermoores viele Tier- und Pflanzenarten angesiedelt, die andernorts nicht oder nur noch selten anzutreffen sind. Der Bund für Vogelschutz gibt an, 34 Brutvogelarten gezählt zu haben.